# 萧红梅 (中提琴家)
萧红梅是日内瓦国际音乐比赛中提琴組一等奖获得者，她还曾赢得享誉世界的百达翡丽大奖。 萧红梅是首位在国际音乐比赛中获金奖的华人中提琴家。她精湛的音乐表现和高超的技艺博得了世界观众及媒体的极高赞誉。萧红梅的国际演奏行程遍及欧洲、美洲及亚洲。她以独奏家的身份频频应邀与世界众多乐团合作。萧红梅录制的唱片也曾屡获殊荣，她的唱片已由Delos Productions和Naxos Records等唱片公司发行。 她还被委任为美国艺术大使，并代表美国在欧洲各地巡回演出。

## 早期生活和学习
萧红梅出生于一个音乐世家，其父是著名作曲家萧珩。她的母亲隋桂芳是一名音乐教师。她自幼随父学习小提琴，并曾在上海音乐学院附中从师于周彬佑教授。之后她跟随沈西蒂教授学习中提琴, 并以优异成绩毕业于上海音乐学院。她曾获得亚洲文化协会奖，是当时亚洲地区唯一的获奖者，随后她赴美国跟随中提琴家约翰·格雷厄姆学习，并在纽约州立大学取得了音乐硕士学位。

## 演奏生涯
萧红梅曾作为独奏家在欧洲，北美和南美以及亚洲各地巡回演出，并曾经在世界著名音乐厅演奏，其中包括美国卡内基音乐厅，纽约林肯中心、柏林爱乐音乐厅、日内瓦维多利亚厅、苏黎世音乐厅、布达佩斯歌剧院、东京桑多利厅、香港文化中心、台北国家音乐厅等。
- 纽约卡内基音乐厅斯特恩礼堂
- 纽约林肯中心、
- 柏林爱乐大厅
- 日内瓦维多利亚厅
- 苏黎世音乐厅
- 匈牙利国家歌剧院
- 北京国家大剧院
- 东京三得利音樂廳
- 香港文化中心
- 上海音乐厅
- 台北国立音乐厅

萧红梅合作演奏的乐队包括：
- 瑞士管弦乐团
- 德国北部广播乐团
- 布达佩斯爱乐乐团
- 欧盟室内乐团
- 比尔交响乐团
- 西西里交响乐团
- 俄罗斯爱乐乐团
- 以色列拉纳拉交响乐团
- 墨西哥国家交响乐团
- 布达佩斯交响乐团
- 日本爱乐乐团
- 明尼苏达乐团
- 阿斯彭音乐节乐团
- 上海交响乐团
- 國立臺灣交響樂團

## 乐器
萧红梅的主要演奏乐器是1796年Mantegazza在意大利米兰制造的中提琴。

## 唱片目录
她的部分唱片包括：
- “英国作曲家中提琴与管弦乐作品” - 布达佩斯交响乐团，Janos Kovacs，指挥[6] >
- “Ernest Bloch：中提琴与管弦乐作品集”
- “巴托克：中提琴协奏曲” - 布达佩斯爱乐乐团，贾诺斯·科瓦奇，指挥
- “Daniel Asia 独奏作品”
- “中提琴之艺” - 布达佩斯爱乐乐团-Janos Kovacs，指挥

## 荣誉
- 1984年亚洲文化理事会奖
- 1987年日内瓦国际音乐比赛第一名
- 1987年百达翡丽大奖获得者
- 1988-89美国艺术大使
- 2013年，Ernest Bloch唱片获《美国唱片指南》奖